# MacDonald Taylor (football, 1957)
Pour les articles homonymes, voir MacDonald Taylor et Taylor.
MacDonald Taylor (né le 27 août 1957 à Trinité-et-Tobago), est un footballeur jouant pour la sélection des Îles Vierges des États-Unis.
Il est le père du footballeur MacDonald Taylor.

## Biographie
Depuis le 31 mars 2004, il détient le record du joueur le plus âgé ayant participé aux qualifications de la Coupe du monde. MacDonald Taylor avait 46 ans et 180 jours lors de la confrontation face à l'équipe de Saint-Christophe-et-Niévès.